# Emigrant Bank Building
49 Chambers, früher Emigrant Industrial Savings Bank Building und 51 Chambers Street, ist ein von 1909 bis 1912 erbautes Bankgebäude in New York City. Das heute als Wohnhaus genutzte Hochhaus wurde vom Architekten Raymond F. Almirall (1869–1939) entworfen.

## Beschreibung
Das Hochhaus liegt an der Chambers Street im Stadtteil Civic Center, dem Verwaltungs- und Regierungsviertel von New York in Lower Manhattan. Das Wohngebäude ist von einer Reihe von öffentlichen Gebäuden umgeben, darunter die City Hall, das Tweed Courthouse, das Municipal Building, das Ted Weiss Federal Building und das städtische Gerichtsgebäude Surrogate's Courthouse. Wenige hundert Meter entfernt befindet sich die Brooklyn Bridge.
49 Chambers ist 57 Meter hoch, hat 15 Etagen mit 99 Eigentumswohnungen. Das Gebäude besitzt neben einer reich verzierten Eingangshalle mit zahlreicher Marmorverwendung unter anderem Oberlichter, auf denen Szenen aus dem Bergbau und der Landwirtschaft zu sehen sind. Zu den luxuriösen Annehmlichkeiten im 49 Chambers gehören eine landschaftlich gestaltete Dachterrasse, ein Swimmingpool, ein Hamam und ein Spa, eine Sauna und Dampfbäder, ein hochmodernes Fitnesscenter, eine Bewohnerlounge, ein Vorführraum, ein Kinderspielzimmer und eine Tween-Lounge.

## Geschichte
Die Emigrant Bank wurde ursprünglich im Jahr 1850 unter der Schirmherrschaft des Bischofs John Joseph Hughes und der Irish Emigrant Society gegründet, um das Vermögen von irischen Einwanderern aufzubewahren. 1908 gab die Bank dann den Bau des im Beaux-Arts-Stil entworfenen Gebäudes in Auftrag. Nach etwa dreijähriger Bauzeit wurde das Gebäude 1912 fertiggestellt. Nach dem Abschluss des Baus bezog die Emigrant Bank das Gebäude und nutzte es anschließend lange als Hauptsitz. In den 1920er Jahren galt die Bank als größte „Sparkasse“ in den Vereinigten Staaten.
Im Jahr 1965 verkaufte die Emigrant Bank das Gebäude an die Stadt New York, die es durch ein neu gestaltetes Verwaltungsgebäude ersetzen wollte, was aber letztendlich nicht verwirklicht wurde. Das Emigrant Bank Building wurde am 25. Februar 1982 unter der neuen Bezeichnung „51 Chambers Street“ in das National Register of Historic Places aufgenommen. Die Landmarks Preservation Commission hat am 9. Juli 1985 die Fassade und das Innere des ersten Stocks als Wahrzeichen der Stadt New York ausgewiesen. 2013 erwarb die Chetrit Group für 89 Millionen US-Dollar von der Stadt die 51 Chambers Street. Bis 2018 wurde das Gebäude zu einem Wohnhaus mit 99 Eigentumswohnungen umgebaut und in 49 Chambers umbenannt.

## Hall des Lumières
Am 14. September 2022 eröffneten die französische Designgruppe Culturespaces und das Sport-, Unterhaltungs- und Medienunternehmen IMG in der ehemaligen Bankhalle im Erdgeschoss von 49 Chambers das digitale Kunstzentrum „Hall des Lumières“. Der rund 3000 m² große kulturelle Veranstaltungsort ist für die Öffentlichkeit zugänglich und repräsentiert eine multinationale Zusammenarbeit zwischen 3D-Projektionskünstlern, lokalen Designstudios, Denkmalschutzteams und Sounddesignern. Gezeigt wird ab 2022 „Gold in Motion“, eine thematische Reise durch die goldene, sinnliche und revolutionäre Kunst des Wiener Malers Gustav Klimt. 2023 wird die temporäre achtwöchige Ausstellung „Destination Cosmos“ gezeigt.

## Ansichten

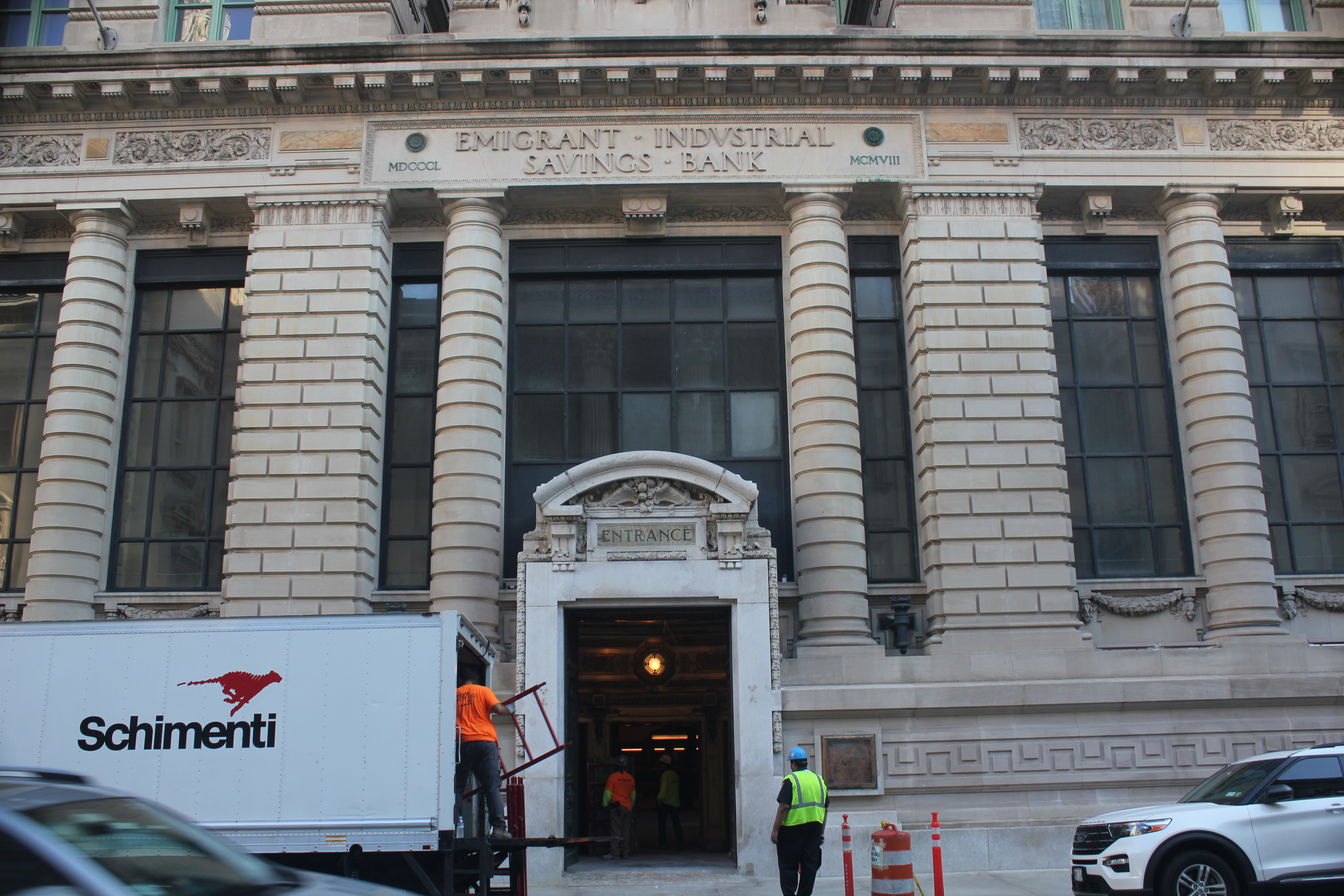
Eingangsportal Chambers Street
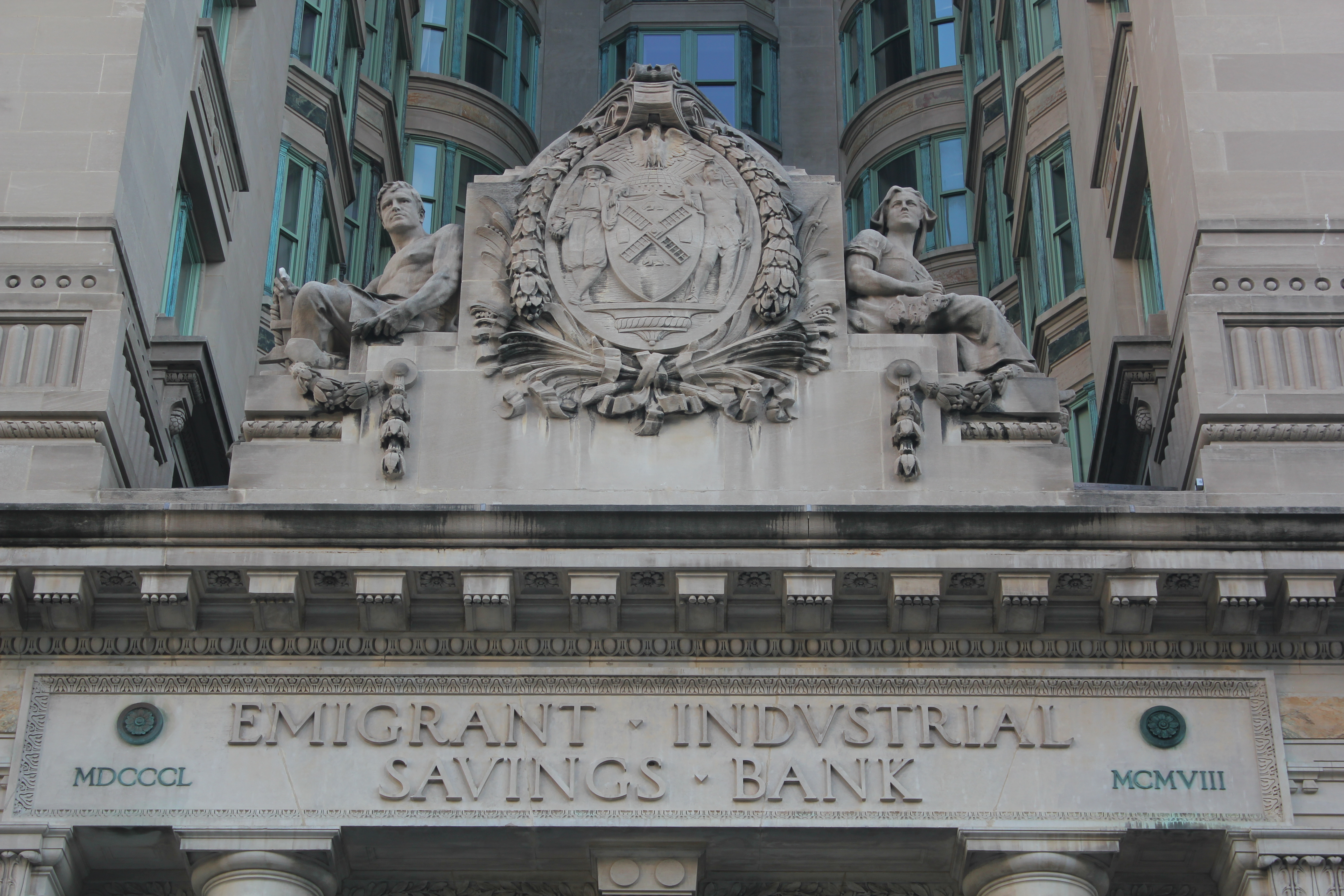
Wappen und Plastiken über dem Portal
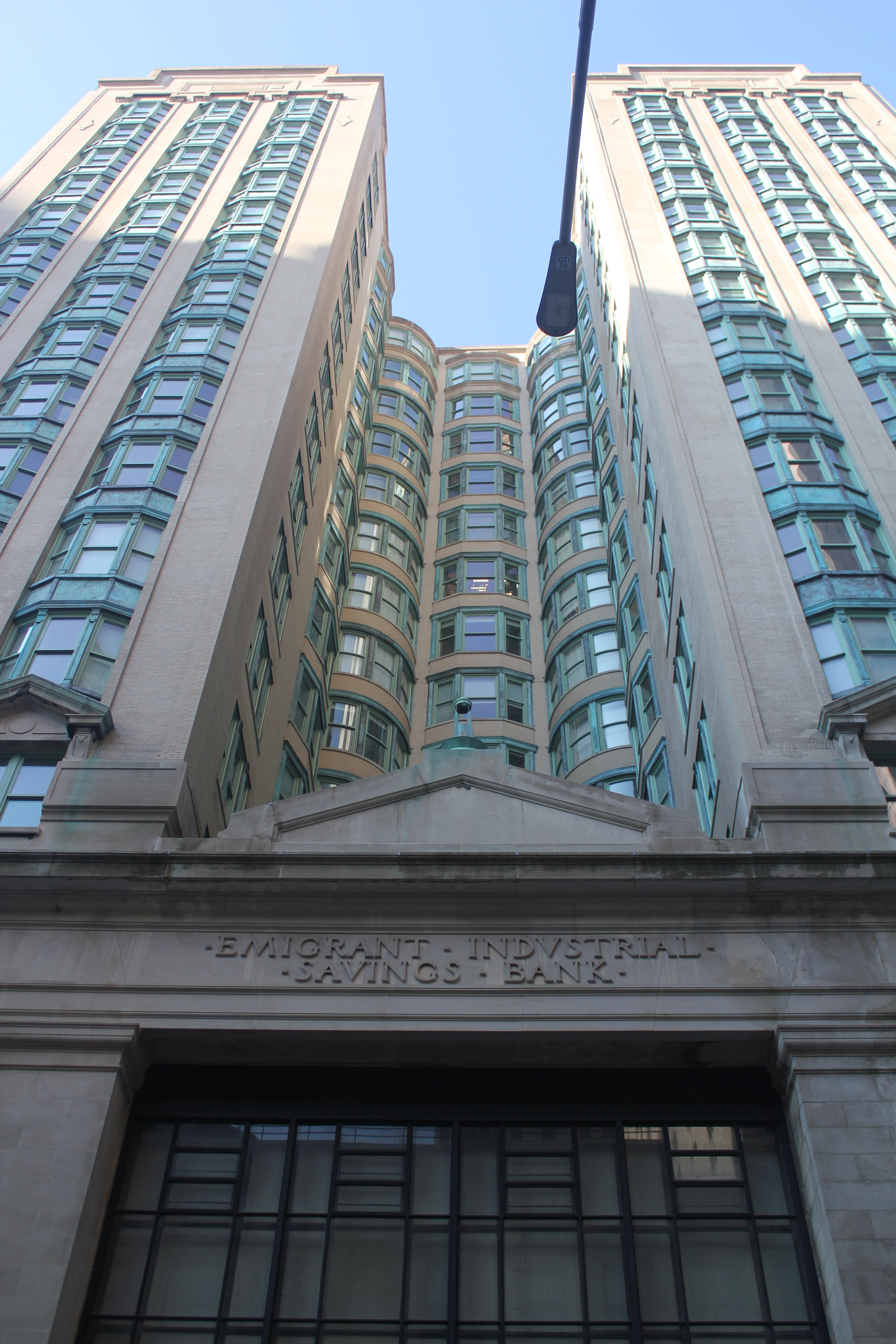
Fassade in der Reade Street
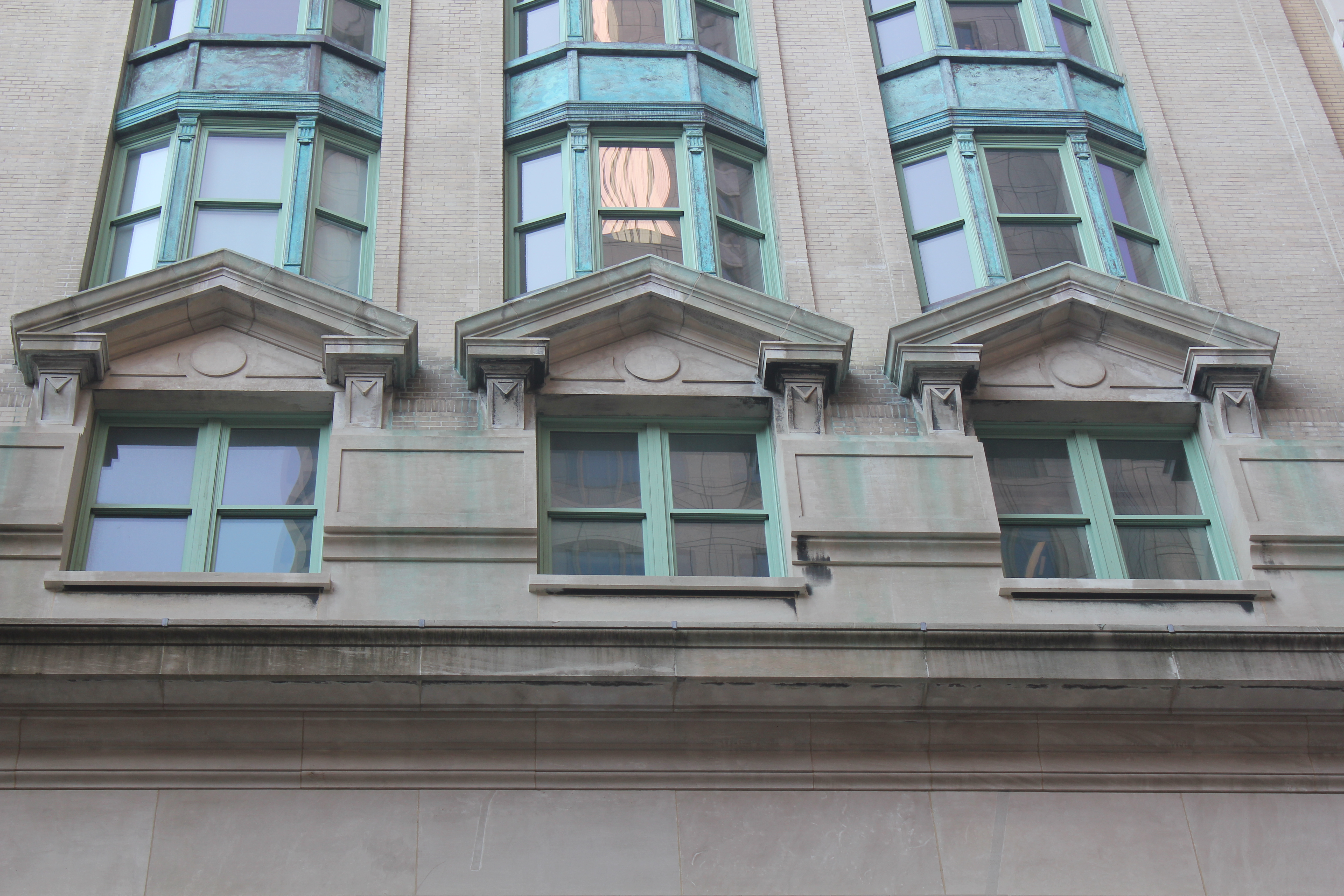
Details der Fassade, Reade Street
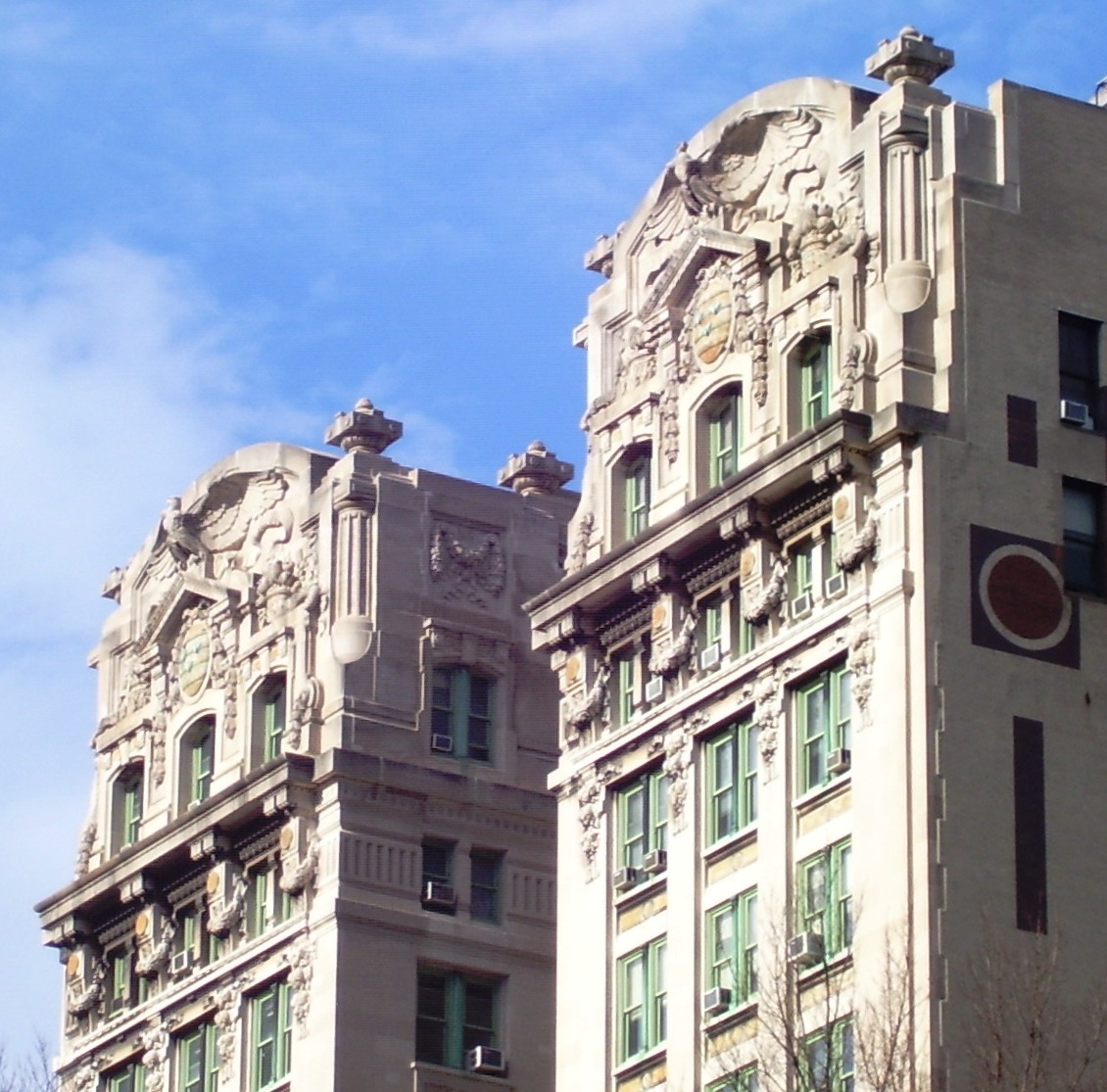
Turmspitzen von 49 Chambers